# DM51 (граната)

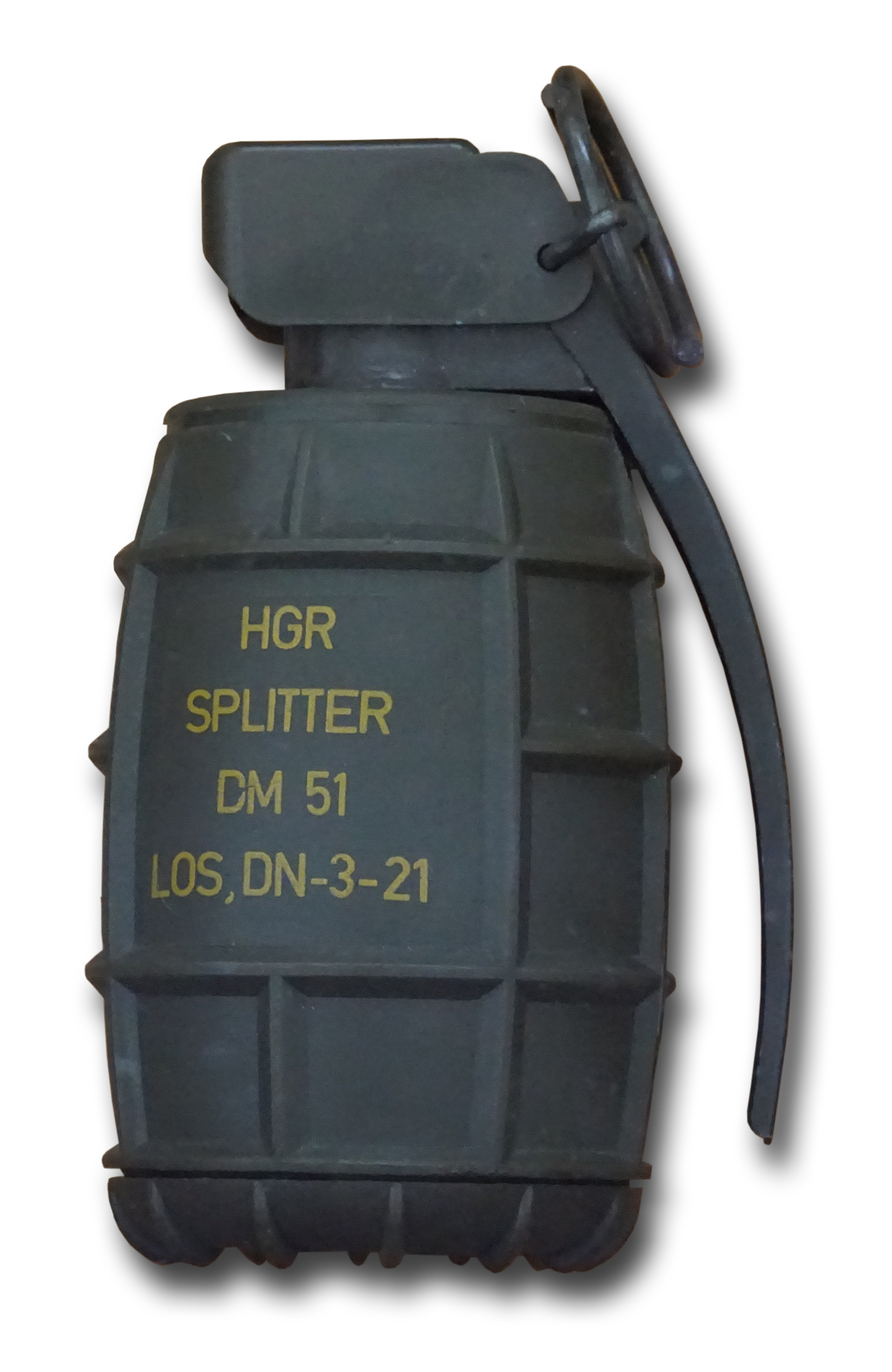
Ручная граната DM51

Осколочно-фугасная граната DM51/DM51A1 — стандартная ручная граната бундесвера.
DM означает «Deutsches Modell» (немецкая модель). Была представлена в 1974/75 году и вскоре заменила гранаты DM41, DT11, DT11B1 и DM21, используемые в Бундесвере. Производитель – компания Diehl в Нюрнберге. Поставляется готовым к использованию в упаковочной коробке как осколочная граната. Удалив осколочный корпус бочкообразной формы с примерно 6500 стальными шариками, вы получите чисто фугасную гранату с запалом. DM51 оснащена запалом DM82, а DM51А1 - DM82А1B1. Разница между двумя детонаторами заключается в разных капсюлях и разных детонаторах. Приклады DM51 были переоборудованы в DM51A1 на складах боеприпасов в Лёвенштедте, Райнбёллене, Ширлинга, Вальсроде и других. Радиус поражения осколка составляет около десяти метров. Существуют также слегка модифицированные версии DM51A2 и с 2006 года DM52A3 (измененная нагрузка усилителя). 

## Характеристики
|                     | Splitterhandgranate                         | Sprenghandgranate                           |
| ------------------- | ------------------------------------------- | ------------------------------------------- |
| Общий вес           | 430г                                        | 154 г                                       |
| Взрывчатое вещество | Пентаэритриттетранитрат, флегматизированный | Пентаэритриттетранитрат, флегматизированный |
| Взрывоопасный вес   | 60г                                         | 60г                                         |
| Задержка            | 3–5 с                                       | 3–5 с                                       |
| Длина               | 107 мм                                      | 100 мм                                      |
| Диаметр             | 57 мм                                       | 33,5 мм                                     |
| Размер осколка      | 2,0-2,3 мм                                  |                                             |
| Краска/надписи      | оливково-зелёный/жёлтый нарцисс             | оливково-зелёный/жёлтый нарцисс             |

## Обращение
Для тренировок была представлена учебная ручная граната DM58, представляющая собой копию DM51 с таким же весом и формой. Его светло-голубой цвет позволяет легко отличить его от боевой версии. Вместо заряда взрывчатого вещества в ДМ58 установлены заряды учебной ручной гранаты DM48, DM48А1B1 и DM48А2. Взрыватель срабатывает примерно через 4–5 секунд после броска гранаты и производит взрыв с одновременным появлением огня и дыма. Замена расходных деталей позволяет использовать DM58 несколько раз.

## Изображения

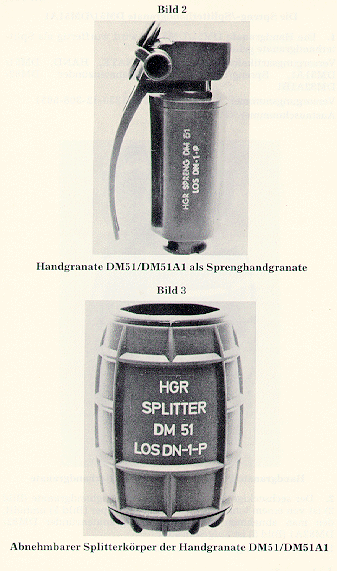
Ручная граната DM51 и корпус
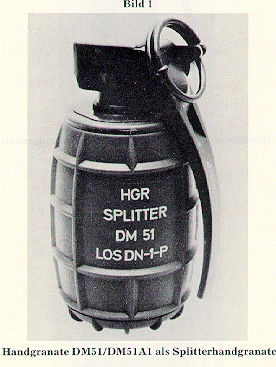
Осколочная ручная граната DM51
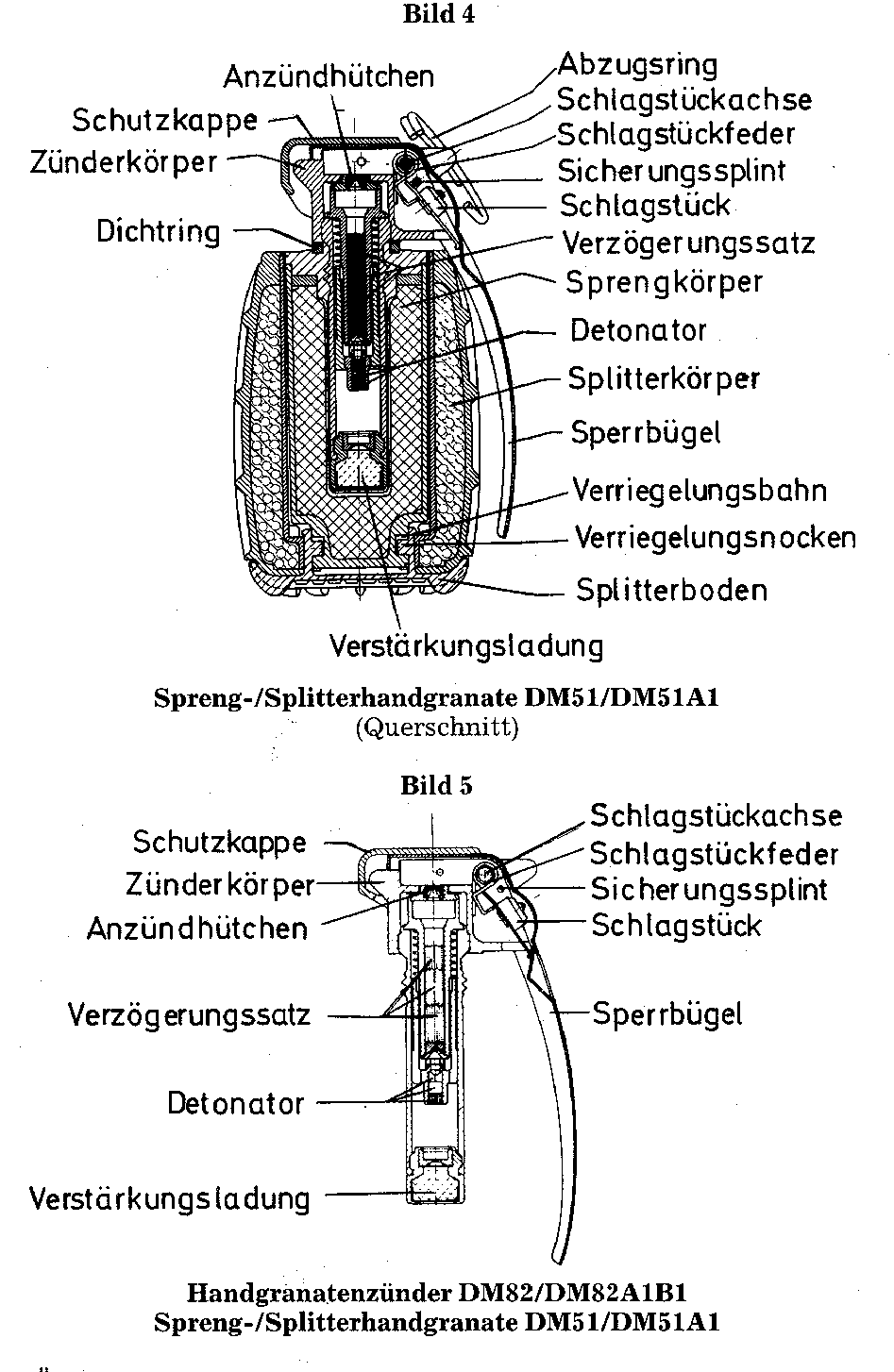
Составные части гранаты
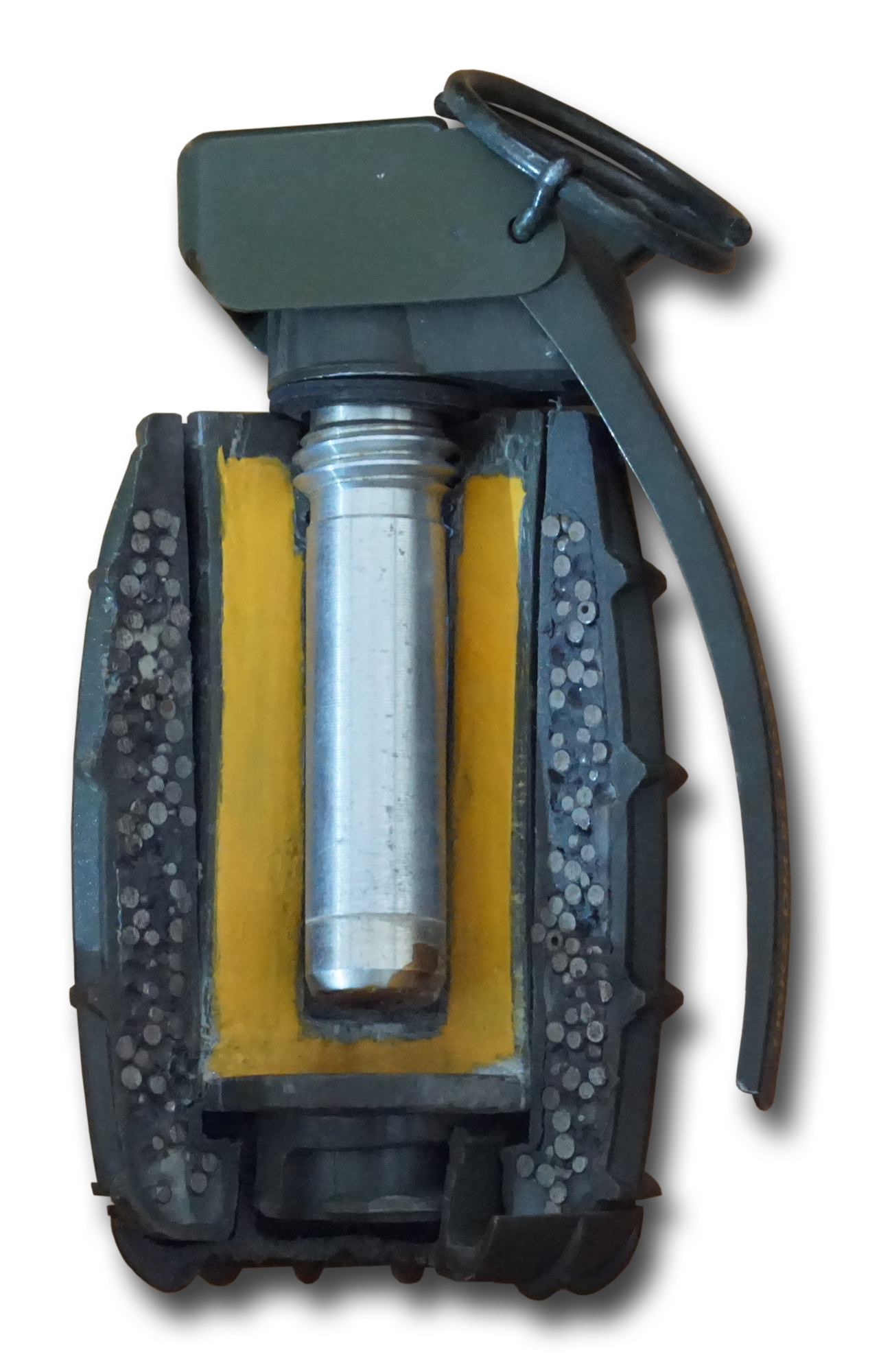
Граната в разрезе
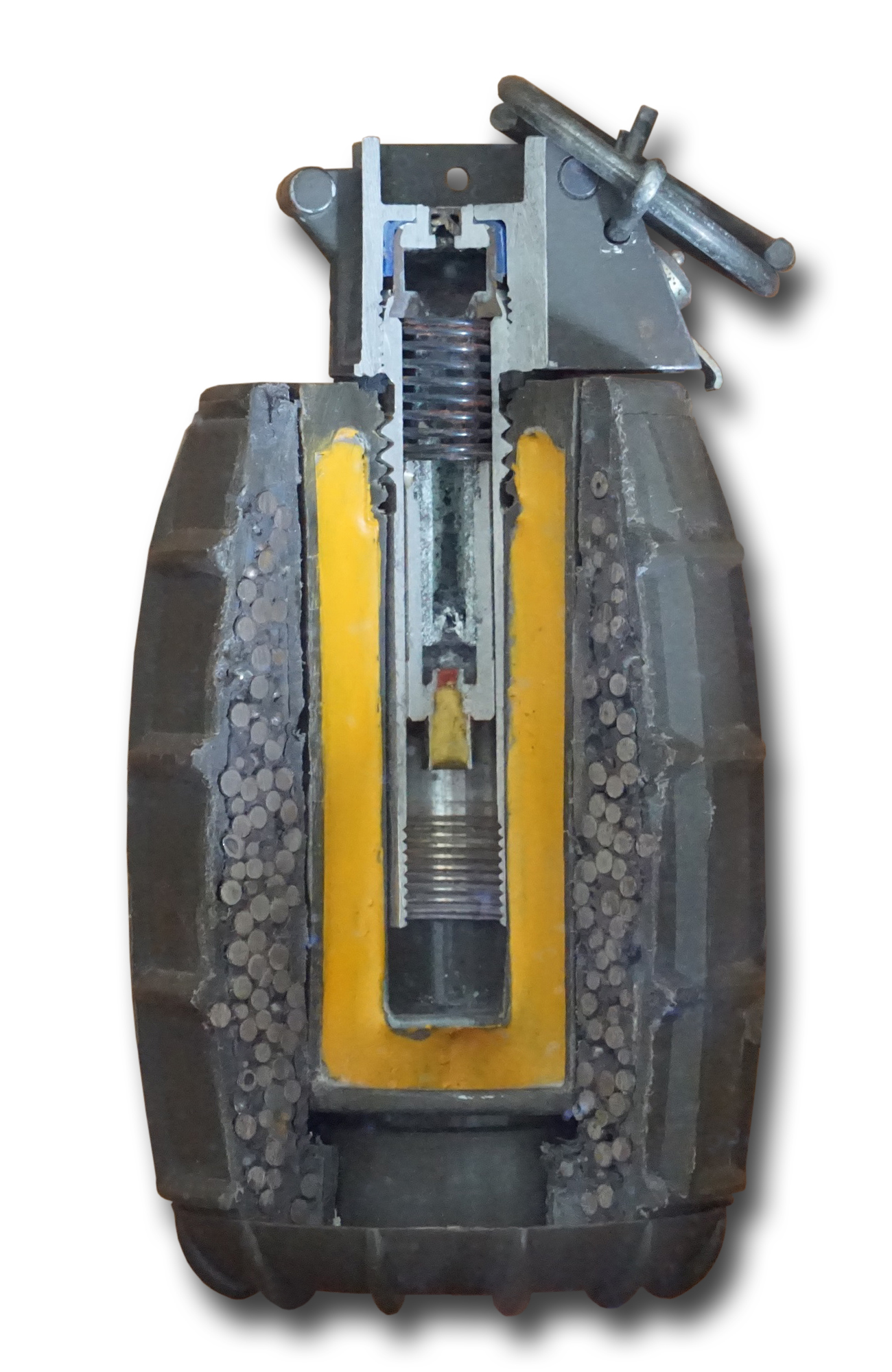
Запал гранаты в разрезе
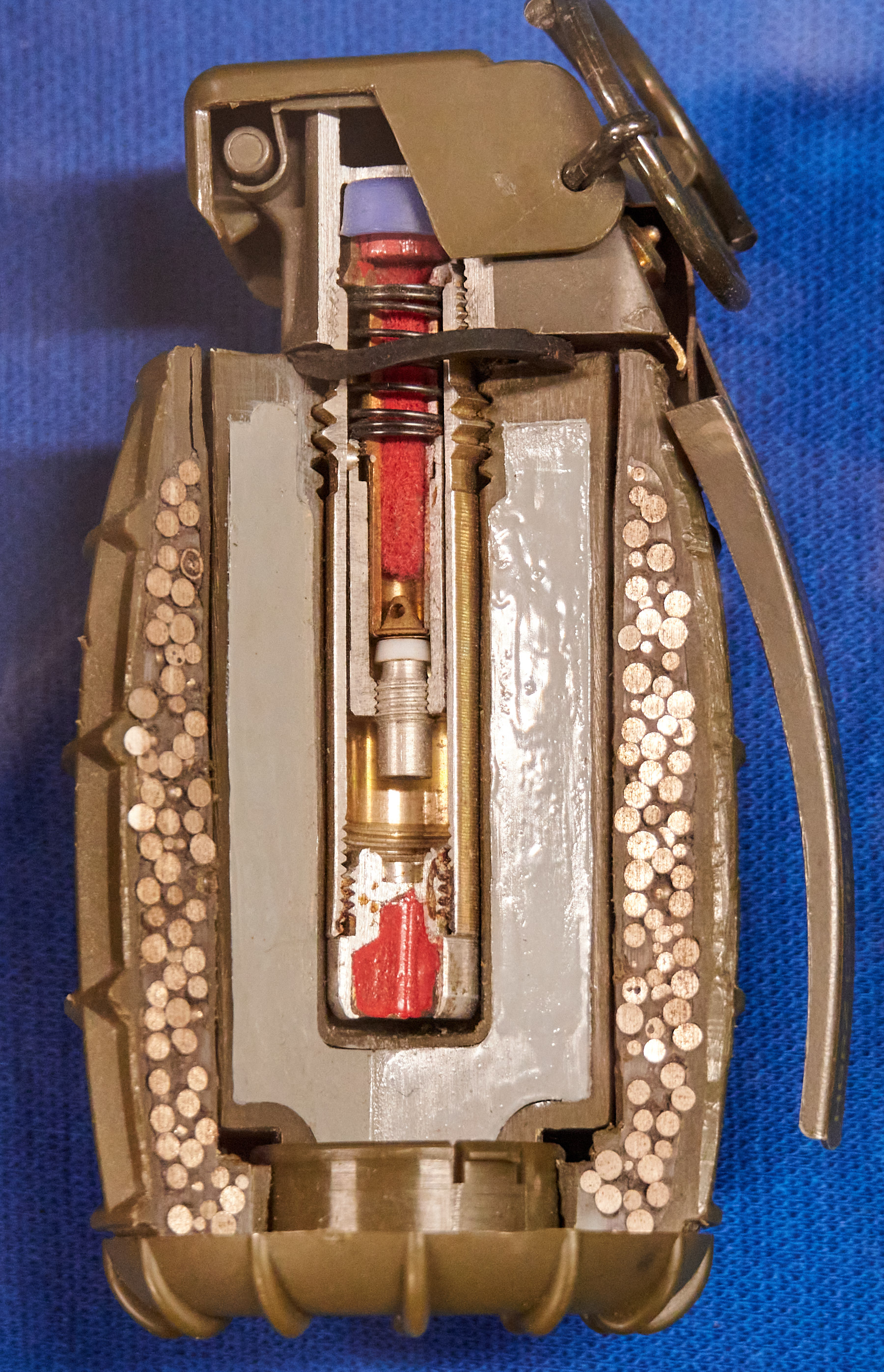
Модель ручной гранаты DM51 в разрезе.
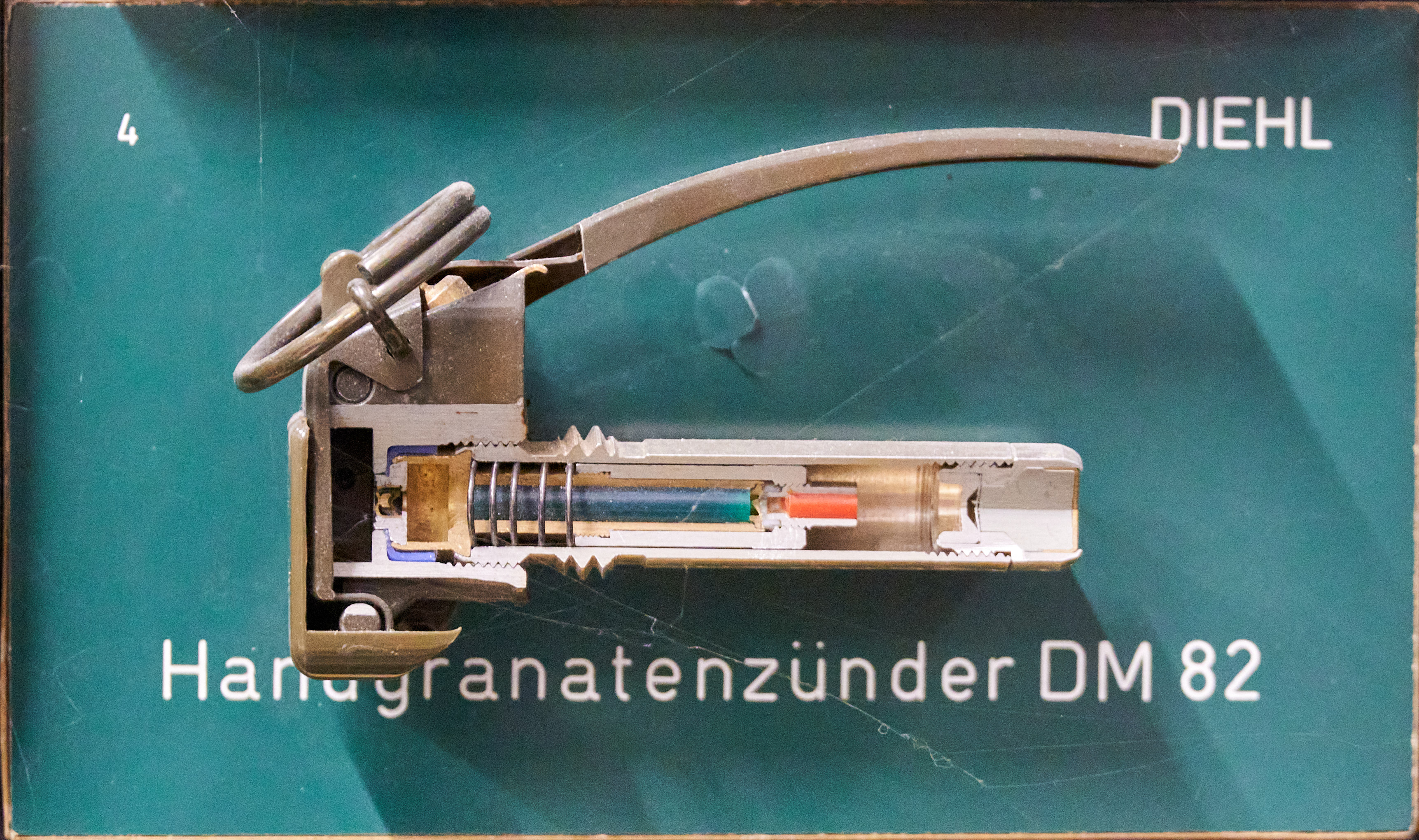
Модель запала в разрезе.
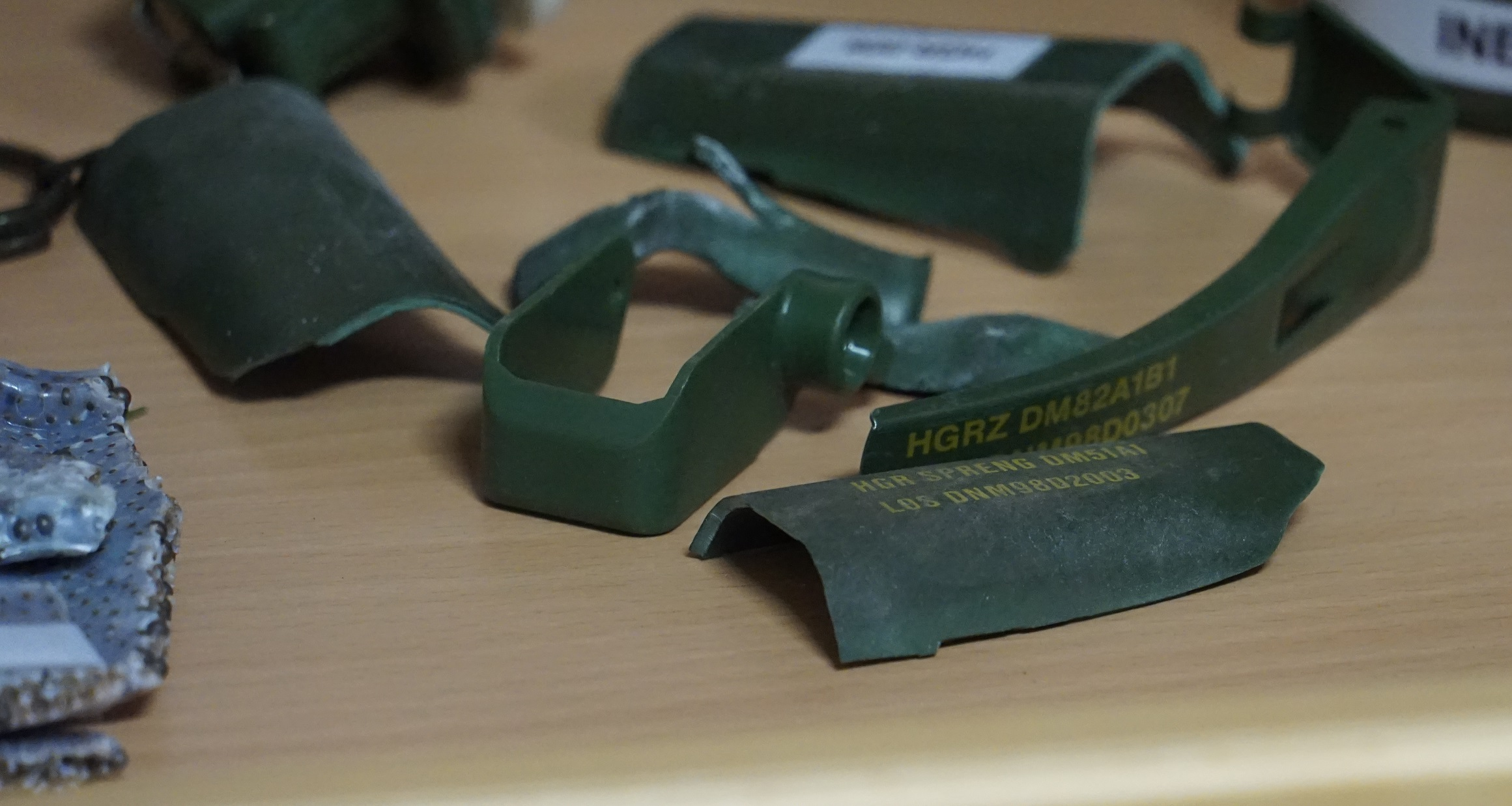
Ручная граната DM51 и начинка с осколками (слева)
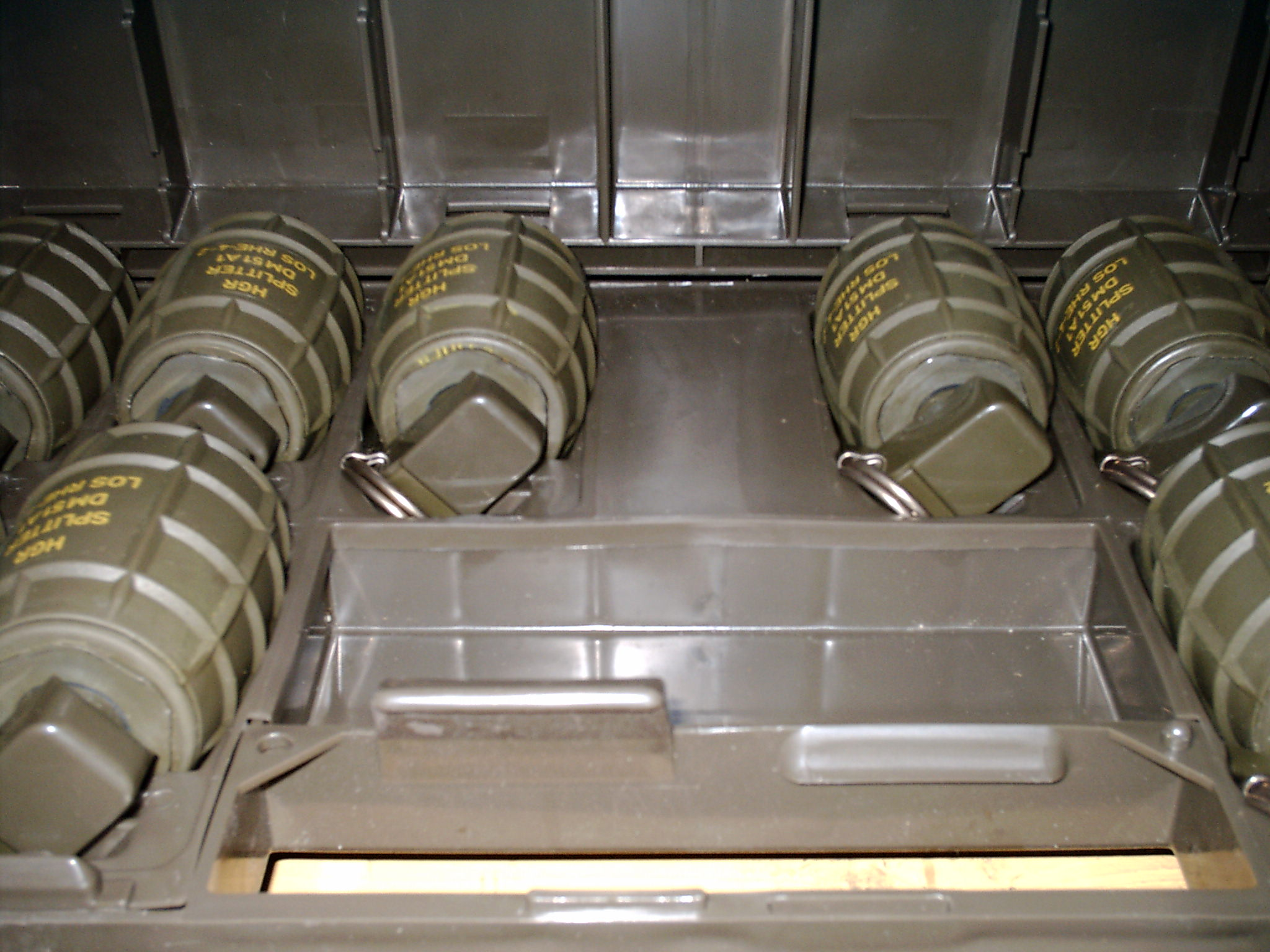
Транспортировка DM51 в транспортировочном кейсе
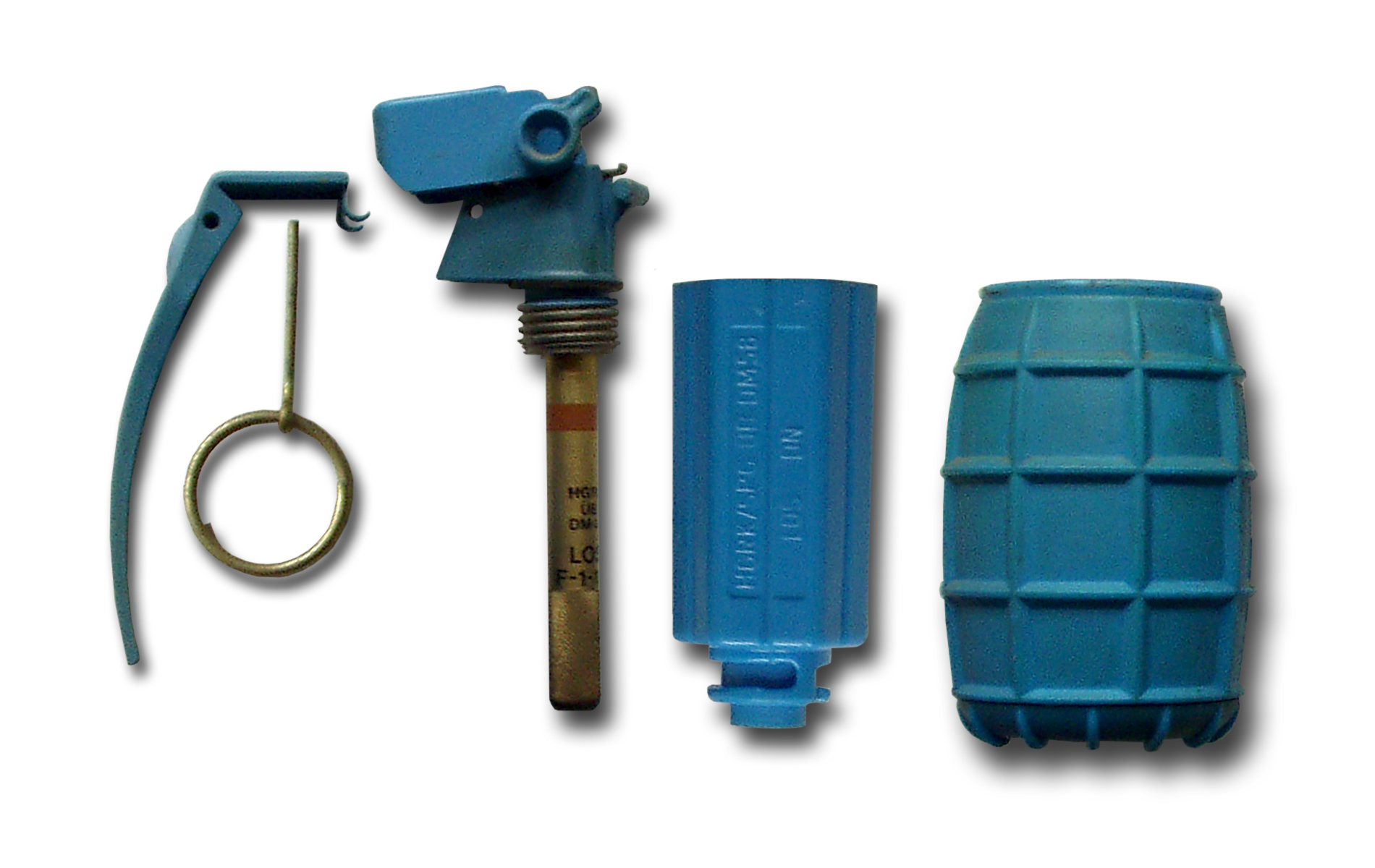
Учебная граната ДМ58 (1983 г.)

## Применение
31 августа 2014 года федеральное правительство Германии решило поставить курдским боевикам оружие для использования против Исламского государства. Часть вооружения, поставленного в период с 25 сентября 2014 г. по 4 ноября 2014 г. , составила 10 000  ручных гранат DM51. В ответе федерального правительства на небольшой вопрос фракции DIE LINKE относительно поставок вооружения в Ирак цена одной ручной гранаты DM51 (код обмена боеприпасов GV30) составляет около 34 евро.
Для поддержки Украины в войне с Россией, Бундесвер в первой половине 2022 года поставил 100 тысяч ручных гранат DM51. Многочисленные фотографии, циркулирующие в Интернете, показывают, что это версия DM51A2, выпускавшаяся компанией Diehl в 2004 и 2005 годах.